# Giffone
Giffone (Giffùni oppure Casàli in calabrese) è un comune italiano di 1 541 abitanti della città metropolitana di Reggio Calabria in Calabria.

## Geografia fisica
Si trova su un altopiano circondato da montagne, tra cui il monte Sellata.

## Storia

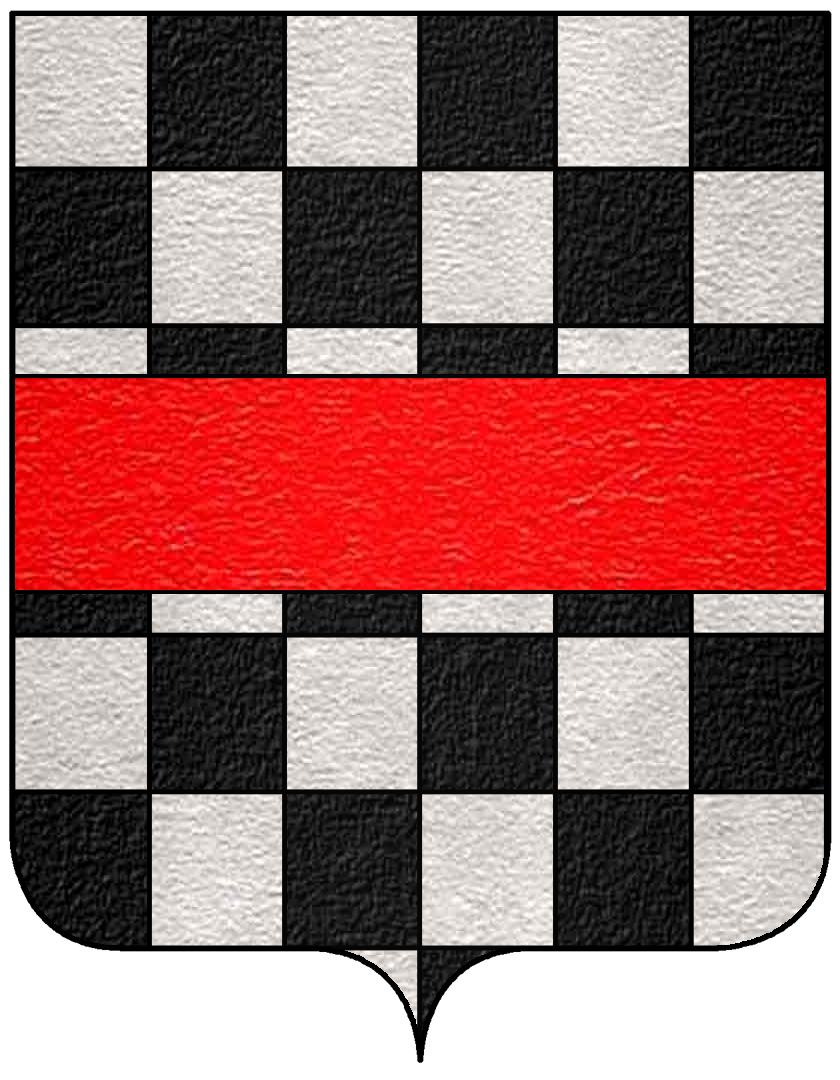
Stemma della famiglia Giffone. Titolo: patrizio di Tropea

Il paese venne fondato alla fine del Seicento da Francesco Giffone, marchese di Cinquefrondi, appartenente alla famiglia Giffone, nobili di Polistena, Cinquefrondi e Tropea.
Da lui e dalla sua casata il paese prese il nome e lo stemma, scaccato di argento e di nero di sei file, con la fascia di rosso attraversante sul tutto.

### Simboli
Lo stemma e il gonfalone sono stati concessi con DPR dell'11 giugno 1980.
Il comune ha ripreso il blasone della famiglia Giffone, brisato dal capo di azzurro.
Il gonfalone è un drappo partito di rosso e di azzurro.

## Monumenti e luoghi d'interesse

### Chiesa di Maria Santissima del Soccorso
La chiesa di Maria Santissima del Soccorso fu fondata dal marchese Francesco Giffone, fervente devoto della Madonna e in specie nella venerazione di Maria con tale appellativo. 

La chiesa conserva le statue della Madonna del Soccorso e della Madonna del Carmelo; sono inoltre particolarmente rilevanti le statue di san Giuseppe e di San Bartolomeo apostolo, opera quest'ultima dello scultore Domenico De Lorenzo nella fine del Settecento.

### Santuario di san Bartolomeo apostolo
Il santuario di San Bartolomeo apostolo è situato in località Contura, a quota 963, ai piedi del monte Locardi (m 1004 s.l.m.)
 I lavori di costruzione furono iniziati nel 1973 per iniziativa dell'allora parroco Don Antonio Ritorto di Anoia Superiore e dei suoi collaboratori.

### Monumento ai Caduti
Il Monumento ai caduti si trova in uno slargo sulla strada principale, che porta verso la Piazza del paese.
Il monumento, in bronzo, è opera dello scultore oppidese Concesso Barca e risale, come altri della sua produzione di monumenti e lapidi ai Caduti, agli anni venti del XIX secolo.

### Altri monumenti
Altri monumenti notevoli sono il "Mulino del Duca", il "Calvario", i ruderi della Chiesa di San Giuseppe e la "Fontana dei Sette Canali", situata nella piazza principale. 

## Società

### Evoluzione demografica
Abitanti censiti

## Geografia antropica
Nei dintorni sono diverse località di campagna: Cubbasina a Nord, Ariganello a Nord-Est e Sant'Antonio a Sud-Ovest.

## Amministrazione
| Periodo           | Periodo           | Primo cittadino   | Partito                                                       | Carica                    | Note          |
| ----------------- | ----------------- | ----------------- | ------------------------------------------------------------- | ------------------------- | ------------- |
| 25 giugno 1985    | 30 giugno 1990    | Giuseppe Lombardi | Democrazia Cristiana                                          | Sindaco                   | [ 14 ]        |
| 30 giugno 1990    | 24 aprile 1995    | Antonio Spanò     | Partito Democratico della Sinistra Partito Comunista Italiano | Sindaco                   | [ 15 ]        |
| 24 aprile 1995    | 14 giugno 1999    | Giuseppe Lombardi | Partito Popolare Italiano                                     | Sindaco                   | [ 16 ]        |
| 14 giugno 1999    | 14 giugno 2004    | Giuseppe Lombardi | Cristiani Democratici Uniti                                   | Sindaco                   | [ 17 ]        |
| 14 giugno 2004    | 13 febbraio 2009  | Antonio Albanese  | Lista civica di centro                                        | Sindaco                   | [ 18 ] [ 19 ] |
| 9 marzo 2009      | 6 aprile 2009     | Patrizia Adorno   |                                                               | Commissario prefettizio   | [ 20 ]        |
| 6 aprile 2009     | 8 giugno 2009     | Patrizia Adorno   |                                                               | Commissario straordinario | [ 21 ]        |
| 8 giugno 2009     | 2 dicembre 2009   | Giuseppe Lombardi | Lista civica                                                  | Sindaco                   | [ 23 ] [ 14 ] |
| 2 dicembre 2009   | 7 gennaio 2010    | Patrizia Adorno   |                                                               | Commissario prefettizio   | [ 24 ]        |
| 7 gennaio 2010    | 30 marzo 2010     | Patrizia Adorno   |                                                               | Commissario straordinario | [ 25 ]        |
| 30 marzo 2010     | 23 luglio 2014    | Aristodemo Alvaro | Lista civica                                                  | Sindaco                   | [ 27 ] [ 28 ] |
| 23 luglio 2014    | 11 agosto 2014    | Patrizia Adorno   |                                                               | Commissario prefettizio   | [ 29 ]        |
| 11 agosto 2014    | 1 giugno 2015     | Patrizia Adorno   |                                                               | Commissario straordinario | [ 30 ]        |
| 1 giugno 2015     | 22 settembre 2020 | Antonino Cutrì    | Lista civica                                                  | Sindaco                   | [ 32 ]        |
| 22 settembre 2020 | in carica         | Antonio Albanese  | Lista civica                                                  | Sindaco                   | [ 34 ]        |